# Bousse (Sarthe)
Bousse és un municipi francès situat al departament del Sarthe i a la regió de País del Loira. L'any 2019 tenia 436 habitants. El nom prové del llatí buxus que significa boix.

## Demografia
El 2007 la població de fet de Bousse era de 430 persones. Hi havia 150 famílies i 195 habitatges, 165 habitatges principals, 20 segones residències i 10 desocupats. Tots eren cases. La població ha evolucionat segons el següent gràfic:

## Economia
El 2007 la població en edat de treballar era de 270 persones, 225 eren actives i 45 eren inactives. Hi havia sis empreses diversos de serveis de proximitat. L'any 2000 hi havia 24 explotacions agrícoles que conreaven un total de 868 hectàrees. El 2009 hi havia una escola elemental.